# Mistrovství světa juniorů v ledním hokeji 2018
42. Mistrovství světa juniorů v ledním hokeji 2018 se konalo od 26. prosince 2017 do 5. ledna 2018 v americkém městě Buffalo. Jedno z utkání bylo sehráno pod širým nebem na fotbalovém stadionu ve městě Orchard Park. Juniorské mistrovství světa se na území USA konalo již pošesté.

## Stadiony
| Buffalo                                   | Buffalo                                | Orchard Park                           |
| KeyBank Center Kapacita: 19 070 22 zápasů | Harbor Centre Kapacita: 1 800 7 zápasů | New Era Field Kapacita: 71 780 1 zápas |
|                                           |                                        |                                        |

## Herní systém
Ve dvou základních skupinách hrálo vždy pět týmů systémem každý s každým. Vítězství se počítalo za tři body, v případě nerozhodného výsledku si oba týmy připsaly bod a následovalo 5 min. prodloužení a v případě nerozhodného výsledku samostatné nájezdy. Tato kritéria rozhodovala o držiteli bonusového bodu.
Z obou skupin postoupila čtveřice mužstev, která si zahrála čtvrtfinále křížovým způsobem (vítězové skupin se čtvrtými týmy z opačných skupin, druzí si zahráli se třetími). Páté týmy základních skupin si zahrály spolu sérii na dva vítězné zápasy, poražené mužstvo ze série sestoupilo z elitní skupiny.
V playoff se v případě nerozhodného výsledku po základní hrací době prodlužovalo deset minut (ve finále dvacet), případně následovaly samostatné nájezdy. Vítěz zápasu postoupil dále.
V nižších divizích I, II a III byly týmy rozděleny podle výkonnosti do skupin A a B (ve III. divizi skupiny nejsou). Vítěz A skupiny I. divize postoupil mezi elitu, poslední sestoupil do B skupiny a nahradí jej v příštím ročníku vítěz skupiny B. Nejhorší tým B skupiny I. divize sestoupil do A skupiny II. divize, jejíž vítěz postoupil do B skupiny I. divize a poslední sestoupil do B skupiny. V B skupině II. divize postoupil vítěz do A skupiny a poslední sestoupil do III. divize, jejíž vítěz jej nahradil.

## Účastníci
Účast měla jako pořadatelská země jistou reprezentace USA a jako postupující tým z nižší skupiny Bělorusko. Dále se turnaje účastnila mužstva, která se umístila do 9. místa na MSJ 2017. Během šampionátu si zajistila postupem do čtvrtfinále účast mužstva Švédska, Kanady, Česka, Dánska, Švýcarska, Slovenska a Ruska. Poslední účastník vzešel ze souboje o udržení – Finsko.
| Účastníci            | Účastníci           | Účastníci              | Účastníci              | Účastníci              |
| USA Soupiska zde     | Kanada Soupiska zde | Dánsko Soupiska zde    | Slovensko Soupiska zde | Finsko Soupiska zde    |
| Švédsko Soupiska zde | Česko Soupiska zde  | Švýcarsko Soupiska zde | Rusko Soupiska zde     | Bělorusko Soupiska zde |
| -------------------- | ------------------- | ---------------------- | ---------------------- | ---------------------- |

## Základní skupiny
Všechny časy zápasů jsou uvedeny ve středoevropském čase (UTC +1).

### Skupina A
| Tým          | Z | V | VP | PP | P | VG | IG | B  |
| ------------ | - | - | -- | -- | - | -- | -- | -- |
| 1. Kanada    | 4 | 3 | 0  | 1  | 0 | 21 | 6  | 10 |
| 2. USA       | 4 | 2 | 1  | 0  | 1 | 20 | 10 | 8  |
| 3. Finsko    | 4 | 2 | 0  | 0  | 2 | 15 | 12 | 6  |
| 4. Slovensko | 4 | 2 | 0  | 0  | 2 | 10 | 14 | 6  |
| 5. Dánsko    | 4 | 0 | 0  | 0  | 4 | 2  | 26 | 0  |

|  | Tým postupující do čtvrtfinále |
|  | Tým bude hrát o udržení        |

#### Zápasy
| 26. prosince 2017 22:00 | Kanada | 4:2 (3:1 1:1 0:0) | Finsko | KeyBank Center Návštěvnost: 9 552 |  |

| Report | |                         |                                                                          |                                                                       |
| Carter Hart | Carter Hart | Brankáři                | Ukko–Pekka Luukkonen                                                     | Rozhodčí: Artur Kulev Manuel Nikolic Čároví: Jon Kilian Jiří Ondráček |
| Katchouk (Thomas) – 05:34 Steel (Raddysh, Kyrou) (PH1) – 06:01 Batherson (Gradjovich, Mete) – 12:52 Raddysh (Katchouk) – 32:47 | Katchouk (Thomas) – 05:34 Steel (Raddysh, Kyrou) (PH1) – 06:01 Batherson (Gradjovich, Mete) – 12:52 Raddysh (Katchouk) – 32:47 | 1:0 2:0 2:1 3:1 3:2 4:2 | 12:19 – Heponiemi (Välimäki) 27:31 – Jokiharju (Tolvanen, Koivula) (PH1) | Rozhodčí: Artur Kulev Manuel Nikolic Čároví: Jon Kilian Jiří Ondráček |
| 12 min | 12 min | Tresty                  | 6 min                                                                    | Rozhodčí: Artur Kulev Manuel Nikolic Čároví: Jon Kilian Jiří Ondráček |
| 32 | 32 | Střely                  | 31                                                                       | Rozhodčí: Artur Kulev Manuel Nikolic Čároví: Jon Kilian Jiří Ondráček |

| 27. prosince 2017 2:00 | Dánsko | 0:9 (0:5 0:2 0:2) | USA | KeyBank Center Návštěvnost: 7 207 |  |

| Report                          |                                 |                                     | |                                                                           |
| Kasper Krog od 41. Emil Gransoe | Kasper Krog od 41. Emil Gransoe | Brankáři                            | Joseph Woll | Rozhodčí: Gordon Schukies Robin Šír Čároví: Peter Šefčík Alexandr Sysujev |
|                                 |                                 | 0:1 0:2 0:3 0:4 0:5 0:6 0:7 0:8 0:9 | 02:27 – Jones (Peeke, Norris) 05:04 – Bellows (Brown) (PH1) 08:26 – Mittelstadt (Hughes, M. Anderson) 11:35 – Yamamoto (Tkachuk, Hughes) 18:48 – Mittelstadt (Harper, Tufte) 24:08 – Bellows (TS) 39:31 – Harper (Fox) 52:30 – Peeke (Jones) (PH1) 53:23 – Samberg (Perunovich, Norris) | Rozhodčí: Gordon Schukies Robin Šír Čároví: Peter Šefčík Alexandr Sysujev |
| 10 min                          | 10 min                          | Tresty                              | 6 min | Rozhodčí: Gordon Schukies Robin Šír Čároví: Peter Šefčík Alexandr Sysujev |
| 17                              | 17                              | Střely                              | 36 | Rozhodčí: Gordon Schukies Robin Šír Čároví: Peter Šefčík Alexandr Sysujev |

| 28. prosince 2017 1:00 | Slovensko | 0:6 (0:1, 0:3, 0:2) | Kanada | KeyBank Center Návštěvnost: 7 834 |  |

| Report       |              |                         | |                                                                            |
| David Hreňák | David Hreňák | Brankáři                | Colton Point | Rozhodčí: Jeremy Tufts Marc Wiegand Čároví: William Hancock II Rene Jensen |
|              |              | 0:1 0:2 0:3 0:4 0:5 0:6 | 03:39 – Steel (Makar, Kyrou) 21:24 – Kyrou (Mete, Dubé) (PH1) 25:43 – Gadjovich (Makar) 30:33 – Raddysh (Kyrou, Steel) (PH1) 55:58 – Comtois 58:30 – Gadjovich (McLeod, Timmins) (PH1) | Rozhodčí: Jeremy Tufts Marc Wiegand Čároví: William Hancock II Rene Jensen |
| 12 min       | 12 min       | Tresty                  | 4 min | Rozhodčí: Jeremy Tufts Marc Wiegand Čároví: William Hancock II Rene Jensen |
| 20           | 20           | Střely                  | 52 | Rozhodčí: Jeremy Tufts Marc Wiegand Čároví: William Hancock II Rene Jensen |

| 28. prosince 2017 18:00 | Finsko | 4:1 (2:0, 2:1, 0:0) | Dánsko | KeyBank Center Návštěvnost: 5 026 |  |

| Report | |                     |                                        |                                                                            |
| Ukka–Pekka Luukkonen | Ukka–Pekka Luukkonen | Brankáři            | Kasper Krog                            | Rozhodčí: Andris Ansons Alexandre Garon Čároví: Franco Castelli Jon Kilian |
| Koppanen (Välimäki, Heiskanen) – 02:49 Räsänen (Tolvanen, Jokiharju) – 06:56 Välimäki (Heiskanen, Vaakanainen) – 35:38 Jokiharju (Koivula) – 37:44 | Koppanen (Välimäki, Heiskanen) – 02:49 Räsänen (Tolvanen, Jokiharju) – 06:56 Välimäki (Heiskanen, Vaakanainen) – 35:38 Jokiharju (Koivula) – 37:44 | 1:0 2:0 2:1 3:1 4:1 | 21:38 – Krag (Røndbjerg, Setkov) (PH1) | Rozhodčí: Andris Ansons Alexandre Garon Čároví: Franco Castelli Jon Kilian |
| 2 min | 2 min | Tresty              | 14 min                                 | Rozhodčí: Andris Ansons Alexandre Garon Čároví: Franco Castelli Jon Kilian |
| 62 | 62 | Střely              | 7                                      | Rozhodčí: Andris Ansons Alexandre Garon Čároví: Franco Castelli Jon Kilian |

| 29. prosince 2017 2:00 | USA | 2:3 (0:0, 1:1, 1:2) | Slovensko | KeyBank Center Návštěvnost: 8 188 |  |

| Report                                                   |                                                          |                     |                                                                 |                                                                                |
| Joseph Woll                                              | Joseph Woll                                              | Brankáři            | Roman Durný                                                     | Rozhodčí: Artur Kulev Mikael Sjöqvist Čároví: Markus Hägerström Emil Yletyinen |
| Tkachuk (Poehling, Anderson) – 31:07 Mittelstadt – 56:49 | Tkachuk (Poehling, Anderson) – 31:07 Mittelstadt – 56:49 | 0:1 1:1 1:2 2:2 2:3 | 24:52 – Krivošík (Buček) 55:15 – Krivošík (Buček) 57:52 – Buček | Rozhodčí: Artur Kulev Mikael Sjöqvist Čároví: Markus Hägerström Emil Yletyinen |
| 2 min                                                    | 2 min                                                    | Tresty              | 4 min                                                           | Rozhodčí: Artur Kulev Mikael Sjöqvist Čároví: Markus Hägerström Emil Yletyinen |
| 45                                                       | 45                                                       | Střely              | 25                                                              | Rozhodčí: Artur Kulev Mikael Sjöqvist Čároví: Markus Hägerström Emil Yletyinen |

| 29. prosince 2017 21:00 | Kanada | 3:4 s.n. (2:0, 1:1, 0:2 - 0:0, 1:0) | USA | New Era Field Návštěvnost: 44 592 |  |

| Report                                                                          |                                                                                 |                             | |                                                                               |
| Carter Hart                                                                     | Carter Hart                                                                     | Brankáři                    | Jake Oettinger | Rozhodčí: Mikko Kaukokari Marc Wiegand Čároví: Jiří Ondráček Alexandr Sysujev |
| Makar (Thomas) (PH1) – 04:13 Dubé (Steel) (PH1) – 15:17 Katchouk (Bean) – 37:39 | Makar (Thomas) (PH1) – 04:13 Dubé (Steel) (PH1) – 15:17 Katchouk (Bean) – 37:39 | 1:0 2:0 2:1 3:1 3:2 3:3 3:4 | 36:27 – Bellows (Mittelstadt, Oettinger) (PH2) 46:09 – Perunovich (Mittelstadt) (PH1) 46:43 – Tkachuk (Mittelstadt) rozh.náj – Tkachuk | Rozhodčí: Mikko Kaukokari Marc Wiegand Čároví: Jiří Ondráček Alexandr Sysujev |
| 12 min                                                                          | 12 min                                                                          | Tresty                      | 6 min | Rozhodčí: Mikko Kaukokari Marc Wiegand Čároví: Jiří Ondráček Alexandr Sysujev |
| 22                                                                              | 22                                                                              | Střely                      | 36 | Rozhodčí: Mikko Kaukokari Marc Wiegand Čároví: Jiří Ondráček Alexandr Sysujev |

| 30. prosince 2017 22:00 | Finsko | 5:2 (0:0, 2:1, 3:1) | Slovensko | KeyBank Center Návštěvnost: 6 229 |  |

| Report | |                             |                                                                |                                                                                |
| Ukko–Pekka Luukkonen | Ukko–Pekka Luukkonen | Brankáři                    | Roman Durný                                                    | Rozhodčí: Gordon Schukies Stephen Thomson Čároví: Dustin McCrank Jiří Ondráček |
| Koppanen (Nurmi, Jääskä) – 27:02 Räsänen (Juolevi, Tolvanen) (PH1) – 39:02 Heponiemi (Kuokkanen) – 46:23 Ikonen – 52:36 Nurmi (Koppanen) – 54:01 | Koppanen (Nurmi, Jääskä) – 27:02 Räsänen (Juolevi, Tolvanen) (PH1) – 39:02 Heponiemi (Kuokkanen) – 46:23 Ikonen – 52:36 Nurmi (Koppanen) – 54:01 | 1:0 1:1 2:1 3:1 3:2 4:2 5:2 | 34:14 – Bodák (Tamáši, Ivan) 49:03 – Buček (Krivošík, Ružička) | Rozhodčí: Gordon Schukies Stephen Thomson Čároví: Dustin McCrank Jiří Ondráček |
| 8 min | 8 min | Tresty                      | 8 min                                                          | Rozhodčí: Gordon Schukies Stephen Thomson Čároví: Dustin McCrank Jiří Ondráček |
| 39 | 39 | Střely                      | 26                                                             | Rozhodčí: Gordon Schukies Stephen Thomson Čároví: Dustin McCrank Jiří Ondráček |

| 31. prosince 2017 2:00 | Dánsko | 0:8 (0:3, 0:2, 0:3) | Kanada | KeyBank Center Návštěvnost: 8 671 |  |

| Report       |              |                                 | |                                                                              |
| Emil Gransøe | Emil Gransøe | Brankáři                        | Carter Hart | Rozhodčí: Manuel Nikolic Mikael Sjöqvist Čároví: Peter Šefčík Emil Yletyinen |
|              |              | 0:1 0:2 0:3 0:4 0:5 0:6 0:7 0:8 | 03:52 – Thomas (Raddysh, Katchouk) 17:21 – Howden (Comtois, Foote) 19:39 – Steel (Clague, Kyrou) 27:52 – Makar (Bean) (PH1) 29:20 – Howden (Foote, Formenton) 43:30 – Formenton (Timmins) 49:03 – McLeod 52:26 – Batherson (Foote, McLeod) (PH1) | Rozhodčí: Manuel Nikolic Mikael Sjöqvist Čároví: Peter Šefčík Emil Yletyinen |
| 8 min        | 8 min        | Tresty                          | 4 min | Rozhodčí: Manuel Nikolic Mikael Sjöqvist Čároví: Peter Šefčík Emil Yletyinen |
| 18           | 18           | Střely                          | 44 | Rozhodčí: Manuel Nikolic Mikael Sjöqvist Čároví: Peter Šefčík Emil Yletyinen |

| 31. prosince 2017 22:00 | USA | 5:4 (2:0, 2:2, 1:2) | Finsko | KeyBank Center Návštěvnost: 7 884 |  |

| Report | |                                     | |                                                                      |
| Joseph Woll | Joseph Woll | Brankáři                            | Ukko–Pekka Luukkonen | Rozhodčí: Alexandre Garon Robin Šír Čároví: Rene Jensen Peter Šefčík |
| Frederic (Tufte, Yamamoto) - 3:59 Mittelstadt (Tkachuk) - 14:33 Anderson (Tkachuk, Fox) - 26:56 Anderson (Fox, Mittelstadt) (PH1) - 39:26 Fox (Mittelstadt, Tkachuk) – 58:23 | Frederic (Tufte, Yamamoto) - 3:59 Mittelstadt (Tkachuk) - 14:33 Anderson (Tkachuk, Fox) - 26:56 Anderson (Fox, Mittelstadt) (PH1) - 39:26 Fox (Mittelstadt, Tkachuk) – 58:23 | 1:0 2:0 3:0 3:1 3:2 4:2 4:3 4:4 5:4 | 29:01 - Räsänen (Tolvanen) 38:44 - Tolvanen (Jokiharju) (PH1) 48:25 – Koppanen (Nurmi, Vaakanainen) (OSL) 49:31 – Vesalainen (Juolevi, Välimäki) | Rozhodčí: Alexandre Garon Robin Šír Čároví: Rene Jensen Peter Šefčík |
| 8 min | 8 min | Tresty                              | 10 min | Rozhodčí: Alexandre Garon Robin Šír Čároví: Rene Jensen Peter Šefčík |
| 37 | 37 | Střely                              | 24 | Rozhodčí: Alexandre Garon Robin Šír Čároví: Rene Jensen Peter Šefčík |

| 31. prosince 2017 24:00 | Slovensko | 5:1 (1:1, 2:0, 2:0) | Dánsko | HarborCenter Návštěvnost: 1 419 |  |

| Report | |                         |                                            |                                                                               |
| Roman Durný | Roman Durný | Brankáři                | Kasper Krog                                | Rozhodčí: Andris Ansons Jeremy Tufts Čároví: Franco Castelli Alexandr Sysujev |
| Roman (Tamáši) – 11:42 Fehérváry (Ružička, Buček) – 29:38 Roman (OSL) – 34:38 Buček (Fehérváry) – 44:06 Liška (Kundrík, Solenský) – 45:22 | Roman (Tamáši) – 11:42 Fehérváry (Ružička, Buček) – 29:38 Roman (OSL) – 34:38 Buček (Fehérváry) – 44:06 Liška (Kundrík, Solenský) – 45:22 | 0:1 1:1 2:1 3:1 4:1 5:1 | 04:46 – Blichfield (Krag, Røndbjerg) (PH1) | Rozhodčí: Andris Ansons Jeremy Tufts Čároví: Franco Castelli Alexandr Sysujev |
| 12 min | 12 min | Tresty                  | 10 min                                     | Rozhodčí: Andris Ansons Jeremy Tufts Čároví: Franco Castelli Alexandr Sysujev |
| 40 | 40 | Střely                  | 31                                         | Rozhodčí: Andris Ansons Jeremy Tufts Čároví: Franco Castelli Alexandr Sysujev |

### Skupina B
| Tým          | Z | V | VP | PP | P | VG | IG | B  |
| ------------ | - | - | -- | -- | - | -- | -- | -- |
| 1. Švédsko   | 4 | 3 | 1  | 0  | 0 | 20 | 7  | 11 |
| 2. Česko     | 4 | 3 | 0  | 0  | 1 | 18 | 15 | 9  |
| 3. Rusko     | 4 | 2 | 0  | 1  | 1 | 17 | 13 | 7  |
| 4. Švýcarsko | 4 | 1 | 0  | 0  | 3 | 10 | 20 | 3  |
| 5. Bělorusko | 4 | 0 | 0  | 0  | 4 | 10 | 20 | 0  |

|  | Tým postupující do čtvrtfinále |
|  | Tým bude hrát o udržení        |

#### Zápasy
| 26. prosince 2017 18:00 | Česko | 5:4 (2:2, 2:0, 1:2) | Rusko | KeyBank Center Návštěvnost: 4 998 |  |

| Report | |                                     | |                                                                                   |
| Josef Kořenář | Josef Kořenář | Brankáři                            | Alexej Melničuk (1.-40. min.) Vladislav Suchačov (41.-60. min.)                                                                                                 | Rozhodčí: Andris Ansons Alexandre Garon Čároví: Franco Castelli Markus Hagerström |
| Nečas (M. Kaut, Zadina) – 04:42 Safin (Chytil, Hájek) – 07:28 Zadina (M. Kaut, Nečas) (PH1) – 25:34 Chytil (Safin, M. Zachar) – 37:26 F. Král (M. Kaut) – 46:16 | Nečas (M. Kaut, Zadina) – 04:42 Safin (Chytil, Hájek) – 07:28 Zadina (M. Kaut, Nečas) (PH1) – 25:34 Chytil (Safin, M. Zachar) – 37:26 F. Král (M. Kaut) – 46:16 | 1:0 1:1 2:1 2:2 3:2 4:2 5:2 5:3 5:4 | 05:21 – Poloďan (Altybarmakjan, J. Zajcev) 09:16 – Šolochov (K. Kostin, Sjomin) 57:48 – Kajumov (Manukjan, Rubcov) (PH1) 59:02 – Sjomin (Kajumov, Rubcov) (6/5) | Rozhodčí: Andris Ansons Alexandre Garon Čároví: Franco Castelli Markus Hagerström |
| 14 min | 14 min | Tresty                              | 6 min | Rozhodčí: Andris Ansons Alexandre Garon Čároví: Franco Castelli Markus Hagerström |
| 24 | 24 | Střely                              | 38 | Rozhodčí: Andris Ansons Alexandre Garon Čároví: Franco Castelli Markus Hagerström |

| 26. prosince 2017 20:00 | Bělorusko | 1:6 (1:1, 0:3, 0:2) | Švédsko | HarborCenter Návštěvnost: 1 754 |  |

| Report                   |                          |                             | |                                                                                |
| Andrej Griščenko         | Andrej Griščenko         | Brankáři                    | Filip Gustavsson | Rozhodčí: Jacob Grumsen Mikko Kaukokari Čároví: William Hancock II Rene Jensen |
| Šarangovič(OSL1) – 14:56 | Šarangovič(OSL1) – 14:56 | 0:1 1:1 1:2 1:3 1:4 1:5 1:6 | 08:44 – Pettersson (Dahlin) (PH1) 30:57 – Brännström (A. Nylander, Steen) 32:33 – G. Gustafsson (G. Lindström, Sellgren) 34:18 – J. Boqvist (Brännström, Karlström) 42:17 – Andersson (A. Nylander, Pettersson) (PH1) 51:07 – Andersson (Dahlin, Karlström) | Rozhodčí: Jacob Grumsen Mikko Kaukokari Čároví: William Hancock II Rene Jensen |
| 16 min                   | 16 min                   | Tresty                      | 8 min | Rozhodčí: Jacob Grumsen Mikko Kaukokari Čároví: William Hancock II Rene Jensen |
| 9                        | 9                        | Střely                      | 36 | Rozhodčí: Jacob Grumsen Mikko Kaukokari Čároví: William Hancock II Rene Jensen |

| 27. prosince 2017 21:00 | Švýcarsko | 3:2 (1:1, 0:0, 2:1) | Bělorusko | KeyBank Center Návštěvnost: 5 224 |  |

| Report                                                                              |                                                                                     |                     |                                                                         |                                                                                 |
| Philip Wüthrich                                                                     | Philip Wüthrich                                                                     | Brankáři            | Andrej Grišenko                                                         | Rozhodčí: Mikael Sjoqvist Stephen Thomson Čároví: Dustin McCrank Emil Yletyinen |
| Müller – 08:07 Nussbaumer (Luenberger) – 48:12 Kurashev (Maillard, Miranda) – 51:16 | Müller – 08:07 Nussbaumer (Luenberger) – 48:12 Kurashev (Maillard, Miranda) – 51:16 | 1:0 1:1 1:2 2:2 3:2 | 18:34 – Suško (Martyňuk, Gabrus) 44:25 – Bovbel (Litvinov, Suško) (PH1) | Rozhodčí: Mikael Sjoqvist Stephen Thomson Čároví: Dustin McCrank Emil Yletyinen |
| 4 min                                                                               | 4 min                                                                               | Tresty              | 2 min                                                                   | Rozhodčí: Mikael Sjoqvist Stephen Thomson Čároví: Dustin McCrank Emil Yletyinen |
| 39                                                                                  | 39                                                                                  | Střely              | 29                                                                      | Rozhodčí: Mikael Sjoqvist Stephen Thomson Čároví: Dustin McCrank Emil Yletyinen |

| 28. prosince 2017 20:00 | Rusko | 5:2 (1:0, 1:1, 2:1) | Švýcarsko | HarborCenter Návštěvnost: 1 758 |  |

| Report | |                             |                                                                    |                                                                         |
| Vladislav Suchačov | Vladislav Suchačov | Brankáři                    | Philip Wüthrich                                                    | Rozhodčí: Jacob Grumsen Jeremy Tufts Čároví: Jiří Ondráček Peter Šefčík |
| Sjomin (Sokolov) (PH1) - 10:21 K. Kostin (Svečnikov, Sjomin) - 38:16 Kajumov (K. Kostin) - 51:02 Ivanov (Svedčinov) - 58:18 Abramov (PB) - 58:31 | Sjomin (Sokolov) (PH1) - 10:21 K. Kostin (Svečnikov, Sjomin) - 38:16 Kajumov (K. Kostin) - 51:02 Ivanov (Svedčinov) - 58:18 Abramov (PB) - 58:31 | 1:0 1:1 2:1 2:2 3:2 4:2 5:2 | 20:09 - Miranda (Kurashev, Maillard) 42:10 - Jäger (Heim, Sigrist) | Rozhodčí: Jacob Grumsen Jeremy Tufts Čároví: Jiří Ondráček Peter Šefčík |
| 6 min | 6 min | Tresty                      | 8 min                                                              | Rozhodčí: Jacob Grumsen Jeremy Tufts Čároví: Jiří Ondráček Peter Šefčík |
| 37 | 37 | Střely                      | 13                                                                 | Rozhodčí: Jacob Grumsen Jeremy Tufts Čároví: Jiří Ondráček Peter Šefčík |

| 28. prosince 2017 22:00 | Švédsko | 3:1 (2:0, 0:1, 1:0) | Česko | KeyBank Center Návštěvnost: 6 890 |  |

| Report | |                 |                                     |                                                                                |
| Filip Larsson | Filip Larsson | Brankáři        | Jakub Škarek                        | Rozhodčí: Stephen Thomson Marc Wiegand Čároví: Dustin McCrank Alexandr Sysujev |
| Davidsson (Fjällby, Gustafsson) – 05:56 Pettersson (Nylander, Dahlin) (PH1) – 19:04 Nylander (Dahlin) (PH1) – 44:25 | Davidsson (Fjällby, Gustafsson) – 05:56 Pettersson (Nylander, Dahlin) (PH1) – 19:04 Nylander (Dahlin) (PH1) – 44:25 | 1:0 2:0 2:1 3:1 | 39:02 – Zadina (Nečas, Hájek) (PH1) | Rozhodčí: Stephen Thomson Marc Wiegand Čároví: Dustin McCrank Alexandr Sysujev |
| 10 min | 10 min | Tresty          | 8 min                               | Rozhodčí: Stephen Thomson Marc Wiegand Čároví: Dustin McCrank Alexandr Sysujev |
| 35 | 35 | Střely          | 25                                  | Rozhodčí: Stephen Thomson Marc Wiegand Čároví: Dustin McCrank Alexandr Sysujev |

| 29. prosince 2017 18:00 | Bělorusko | 2:5 (0:2, 0:1, 2:2) | Rusko | HarborCenter Návštěvnost: 1 841 |  |

| Report                                            |                                                   |                             | |                                                                                |
| Andrej Grišenko                                   | Andrej Grišenko                                   | Brankáři                    | Vladislav Suchačov | Rozhodčí: Manuel Nikolic Gordon Schukies Čároví: William Hancock II Jon Kilian |
| Derjabin (Pišuk) – 42:03 Pišuk (Martynov) – 50:43 | Derjabin (Pišuk) – 42:03 Pišuk (Martynov) – 50:43 | 0:1 0:2 0:3 1:3 1:4 1:5 2:5 | 10:14 – Poloďan (Makejev, Malcev) 12:44 – Rubcov (Manukjan, Minulin) 23:33 – Kostin (Svečnikov) 44:21 – Kajumov (Rubcov, Manukjan) 48:12 – Kostin (Svečnikov, Ivanov) | Rozhodčí: Manuel Nikolic Gordon Schukies Čároví: William Hancock II Jon Kilian |
| 6 min                                             | 6 min                                             | Tresty                      | 10 min | Rozhodčí: Manuel Nikolic Gordon Schukies Čároví: William Hancock II Jon Kilian |
| 19                                                | 19                                                | Střely                      | 40 | Rozhodčí: Manuel Nikolic Gordon Schukies Čároví: William Hancock II Jon Kilian |

| 30. prosince 2017 18:00 | Česko | 6:5 (0:1, 5:2, 1:2) | Bělorusko | KeyBank Center Návštěvnost: 5 222 |  |

| Report | |                                             | |                                                                         |
| Josef Kořenář (od 21. Jakub Škarek) | Josef Kořenář (od 21. Jakub Škarek) | Brankáři                                    | Andrej Griščenko (od 36. Dmitrij Rodik) | Rozhodčí: Jacob Grumsen Artur Kulev Čároví: Franco Castelli Rene Jensen |
| Pavlík (Safin, Reichel) – 21:29 Hájek (Nečas, Budík) – 21:53 Zadina (Michnáč, Kaut) (PH1) – 25:58 Chytil (Zachar, Hájek) – 32:45 Pavlík (Chytil) – 35:26 Zachar (Budík) - 53:23 | Pavlík (Safin, Reichel) – 21:29 Hájek (Nečas, Budík) – 21:53 Zadina (Michnáč, Kaut) (PH1) – 25:58 Chytil (Zachar, Hájek) – 32:45 Pavlík (Chytil) – 35:26 Zachar (Budík) - 53:23 | 0:1 0:2 1:2 2:2 3:2 4:2 5:2 5:3 5:4 6:4 6:5 | 08:31 – Šarangovič (Jerjomenko, Litvinov) (PH1) 20:48 – Drozdov (Suško, Bovbel) 38:45 – Šarangovič (Suško, Bovbel) (PH1) 50:27 – Martynov (Drozdov, Jerjomenko) (PH1) 54:52 -Gabrus | Rozhodčí: Jacob Grumsen Artur Kulev Čároví: Franco Castelli Rene Jensen |
| 41 min | 41 min | Tresty                                      | 4 min | Rozhodčí: Jacob Grumsen Artur Kulev Čároví: Franco Castelli Rene Jensen |
| 39 | 39 | Střely                                      | 21 | Rozhodčí: Jacob Grumsen Artur Kulev Čároví: Franco Castelli Rene Jensen |

| 30. prosince 2017 20:00 | Švédsko | 7:2 (1:1, 2:1, 4:0) | Švýcarsko | HarborCenter Návštěvnost: 2 115 |  |

| Report | |                                     |                                      |                                                                                |
| Filip Larsson | Filip Larsson | Brankáři                            | Matteo Ritz                          | Rozhodčí: Andris Ansons Robin Šír Čároví: Markus Hagerström William Hancock II |
| Andersson (A. Nylander, Pettersson) (PH1) - 5:25 Andersson - 26:07 Fjällby (OSL) - 32:27 Pettersson - 44:55 Söderlund (Dahlin, Branstrom) - 50:01 Zetterlund - 51:43 Petterson (Andersson, Dahlin) - 52:17 | Andersson (A. Nylander, Pettersson) (PH1) - 5:25 Andersson - 26:07 Fjällby (OSL) - 32:27 Pettersson - 44:55 Söderlund (Dahlin, Branstrom) - 50:01 Zetterlund - 51:43 Petterson (Andersson, Dahlin) - 52:17 | 1:0 1:1 2:1 3:1 3:2 4:2 5:2 6:2 7:2 | 10:13 - Müller 39:14 - Miranda (PH1) | Rozhodčí: Andris Ansons Robin Šír Čároví: Markus Hagerström William Hancock II |
| 6 min | 6 min | Tresty                              | 8 min                                | Rozhodčí: Andris Ansons Robin Šír Čároví: Markus Hagerström William Hancock II |
| 42 | 42 | Střely                              | 22                                   | Rozhodčí: Andris Ansons Robin Šír Čároví: Markus Hagerström William Hancock II |

| 31. prosince 2017 18:00 | Švýcarsko | 3:6 (1:2, 2:2, 0:2) | Česko | KeyBank Center Návštěvnost: 5 548 |  |

| Report                                                                                   |                                                                                          |                                     | |                                                                             |
| Philip Wüthrich                                                                          | Philip Wüthrich                                                                          | Brankáři                            | Jakub Škarek od 24. Josef Kořenář | Rozhodčí: Mikko Kaukokari Mikael Sjöqvist Čároví: Jon Kilian Emil Yletyinen |
| Jäger (Miranda, Kurashev) – 02:51 Rohrbach – 22:20 Riva (le Coultre, Heim) (PH1) – 23:55 | Jäger (Miranda, Kurashev) – 02:51 Rohrbach – 22:20 Riva (le Coultre, Heim) (PH1) – 23:55 | 0:1 1:1 1:2 1:3 2:3 3:3 3:4 3:5 3:6 | 02:38 – Lauko (Hájek, Budík) 11:07 – Nečas (Kaut, Hájek) (PH1) 22:11 – Reichel (Pavlík) 28:38 – Kaut (Michnáč, Nečas) (PH1) 47:46 – Kurovský (Kodýtek) 57:40 – Reichel (Kurovský) | Rozhodčí: Mikko Kaukokari Mikael Sjöqvist Čároví: Jon Kilian Emil Yletyinen |
| 4 min                                                                                    | 4 min                                                                                    | Tresty                              | 8 min | Rozhodčí: Mikko Kaukokari Mikael Sjöqvist Čároví: Jon Kilian Emil Yletyinen |
| 31                                                                                       | 31                                                                                       | Střely                              | 60 | Rozhodčí: Mikko Kaukokari Mikael Sjöqvist Čároví: Jon Kilian Emil Yletyinen |

| 1. ledna 2018 2:00 | Rusko | 3:4 s.n. (2:2, 0:0, 1:1 - 0:0, 0:1) | Švédsko | KeyBank Center Návštěvnost: 6 121 |  |

| Report                                                                                                   | |                             | |                                                                                    |
| Vladislav Suchačov                                                                                       | Vladislav Suchačov                                                                                       | Brankáři                    | Filip Gustavsson | Rozhodčí: Gordon Schukies Stephen Thomson Čároví: Markus Hägerström Dustin McCrank |
| Sokolov (Malcev, Polodjan) – 15:09 Kostin (Ivanov, Svečnikov) – 18:18 Polodjan (Šepelev, Ivanov) – 56:15 | Sokolov (Malcev, Polodjan) – 15:09 Kostin (Ivanov, Svečnikov) – 18:18 Polodjan (Šepelev, Ivanov) – 56:15 | 0:1 1:1 1:2 2:2 2:3 3:3 3:4 | 07:18 – Andersson (Liljegren, Nylander) 17:32 – Liljegren (Söderlund, L. Lindström) 54:21 – Gustafsson (Fjällby, Davidsson) rozh.náj. - Nylander | Rozhodčí: Gordon Schukies Stephen Thomson Čároví: Markus Hägerström Dustin McCrank |
| 12 min                                                                                                   | 12 min                                                                                                   | Tresty                      | 8 min | Rozhodčí: Gordon Schukies Stephen Thomson Čároví: Markus Hägerström Dustin McCrank |
| 31 | 31 | Střely                      | 43 | Rozhodčí: Gordon Schukies Stephen Thomson Čároví: Markus Hägerström Dustin McCrank |

## O udržení
Všechny časy zápasů jsou uvedeny ve středoevropském čase (UTC +1).
Série na dvě vítězná utkání,  Bělorusko sestoupilo do skupiny A I. divize pro rok 2019
| 2. ledna 2018 20:00 | Bělorusko | 4:5 (0:2, 2:0, 2:3) | Dánsko | HarborCenter Návštěvnost: 1 245 |  |

| Report | |                                     | |                                                                                  |
| Andrej Grišenko | Andrej Grišenko | Brankáři                            | Kasper Krog | Rozhodčí: Gordon Schukies Marc Wiegand Čároví: Franco Castelli Markus Hägerström |
| Litvinov (OSL) – 21:01 Jerjomenko (Suško, Šarangovič) (PH1) – 29:13 Drozdov (OSL) - 41:44 Martynov (Suško, Šarangovič) - 48:30 | Litvinov (OSL) – 21:01 Jerjomenko (Suško, Šarangovič) (PH1) – 29:13 Drozdov (OSL) - 41:44 Martynov (Suško, Šarangovič) - 48:30 | 0:1 0:2 1:2 2:2 3:2 4:2 4:3 4:4 4:5 | 15:56 – Røndbjerg (Blichfeld) 16:48 – Schultz (Madsen, Grundtvig) 49:04 - Blichfeld (Røndbjerg, Jessen) 59:26 - Blichfelt (Setkov) (6/5) 59:45 - Grundtvig (Røndbjerg, Morgensen) | Rozhodčí: Gordon Schukies Marc Wiegand Čároví: Franco Castelli Markus Hägerström |
| 20 min | 20 min | Tresty                              | 14 min | Rozhodčí: Gordon Schukies Marc Wiegand Čároví: Franco Castelli Markus Hägerström |
| 28 | 28 | Střely                              | 29 | Rozhodčí: Gordon Schukies Marc Wiegand Čároví: Franco Castelli Markus Hägerström |

| 4. ledna 2018 18:00 | Dánsko | 3:2 s.n. (2:0, 0:0, 0:2 - 0:0, 1:0) | Bělorusko | KeyBank Center Návštěvnost: 4 295 |  |

| Report | |                     |                                                                         |                                                                                   |
| Kasper Krog | Kasper Krog | Brankáři            | Andrej Grišenko od 13. Dmitrij Rodik                                    | Rozhodčí: Andris Ansons Alexandre Garon Čároví: William Hancock II Emil Yletyinen |
| Nielsen (Blichfeld, Røndbjerg) - 10:47 Røndbjerg (Blichfeld, Schmidt-Svejstrup) - 12:23 Schmidt-Svejstrup - rozh. náj. | Nielsen (Blichfeld, Røndbjerg) - 10:47 Røndbjerg (Blichfeld, Schmidt-Svejstrup) - 12:23 Schmidt-Svejstrup - rozh. náj. | 1:0 2:0 2:1 2:2 3:2 | 48:54 - Suško (Jerjomenko) (PH2) 49:40 - Litvinov (Bovdel, Suško) (PH1) | Rozhodčí: Andris Ansons Alexandre Garon Čároví: William Hancock II Emil Yletyinen |
| 10 min | 10 min | Tresty              | 33 min                                                                  | Rozhodčí: Andris Ansons Alexandre Garon Čároví: William Hancock II Emil Yletyinen |
| 27 | 27 | Střely              | 30                                                                      | Rozhodčí: Andris Ansons Alexandre Garon Čároví: William Hancock II Emil Yletyinen |

## Play off
Všechny časy zápasů jsou uvedeny ve středoevropském čase (UTC +1).

### Pavouk
|  | Čtvrtfinále 1 |               |               |  |    |              |              |              |  |               |               |               |   |
|  | A1            | Kanada        | 8             |  |    |              |              |              |  |               |               |               |   |
|  | B4            | Švýcarsko     | 2             |  |    | Semifinále 1 | Semifinále 1 | Semifinále 1 |  |               |               |               |   |
|  |               |               |               |  |    | A1           | Kanada       | 7            |  |               |               |               |   |
|  | Čtvrtfinále 2 | Čtvrtfinále 2 | Čtvrtfinále 2 |  | B2 | Česko        | 2            |              |  |               |               |               |   |
|  | B2            | Česko         | 4 sn          |  |    |              |              |              |  |               |               |               |   |
|  | A3            | Finsko        | 3             |  |    |              |              |              |  | Finále        | Finále        | Finále        |   |
|  |               |               |               |  |    |              |              |              |  |               | B1            | Švédsko       | 1 |
|  | Čtvrtfinále 3 | Čtvrtfinále 3 | Čtvrtfinále 3 |  |    |              |              |              |  |               | A1            | Kanada        | 3 |
|  | B1            | Švédsko       | 3             |  |    |              |              |              |  |               |               |               |   |
|  | A4            | Slovensko     | 2             |  |    | Semifinále 2 | Semifinále 2 | Semifinále 2 |  | Zápas o bronz | Zápas o bronz | Zápas o bronz |   |
|  |               |               |               |  |    | B1           | Švédsko      | 4            |  | B2            | Česko         | 3             |   |
|  | Čtvrtfinále 4 | Čtvrtfinále 4 | Čtvrtfinále 4 |  | A2 | USA          | 2            |              |  | A2            | USA           | 9             |   |
|  | A2            | USA           | 4             |  |    |              |              |              |  |               |               |               |   |
|  | B3            | Rusko         | 2             |  |    |              |              |              |  |               |               |               |   |

### Čtvrtfinále
| 2. ledna 2018 18:00 | Česko | 4:3 s.n. (1:0, 1:2, 1:1 - 0:0, 1:0) | Finsko | KeyBank Center Návštěvnost: 5 109 |  |

| Report | |                             | |                                                                          |
| Josef Kořenář | Josef Kořenář | Brankáři                    | Ukko–Pekka Luukkonen                                                                                              | Rozhodčí: Stephen Thomson Jeremy Tufts Čároví: Jon Kilian Emil Yletyinen |
| Zadina (Nečas, Hájek) (PH1) – 06:20 Reichel (Pavlík, Budík) – 34:17 Zadina (Galvas, Nečas) (6/5) – 57:34 Nečas - rozh. náj. | Zadina (Nečas, Hájek) (PH1) – 06:20 Reichel (Pavlík, Budík) – 34:17 Zadina (Galvas, Nečas) (6/5) – 57:34 Nečas - rozh. náj. | 1:0 1:1 1:2 2:2 2:3 3:3 4:3 | 23:04 – Räsänen (Vesalainen, Juolevi) (PH1) 29:53 – Juolevi (Vesalainen, Kuokkanen) 46:30 – Vesalainen (Tolvanen) | Rozhodčí: Stephen Thomson Jeremy Tufts Čároví: Jon Kilian Emil Yletyinen |
| 8 min | 8 min | Tresty                      | 4 min | Rozhodčí: Stephen Thomson Jeremy Tufts Čároví: Jon Kilian Emil Yletyinen |
| 29 | 29 | Střely                      | 54 | Rozhodčí: Stephen Thomson Jeremy Tufts Čároví: Jon Kilian Emil Yletyinen |

| 2. ledna 2018 22:00 | Kanada | 8:2 (3:0, 3:1, 2:1) | Švýcarsko | KeyBank Center Návštěvnost: 5 533 |  |

| Report | |                                         |                                                                        |                                                                              |
| Carter Hart | Carter Hart | Brankáři                                | Philip Wüthrich                                                        | Rozhodčí: Jacob Grumsen Mikael Sjöqvist Čároví: Rene Jensen Alexandr Sysujev |
| Howden (Comtois, Makar) – 00:48 Makar (Timmins, Comtois) – 08:29 Batherson (Katchouk, Thomas) (PH1) – 12:06 Batherson (Howden) – 26:12 Kyrou (Steel) – 27:24 Timmins (Steenbergen, Howden) – 32:19 Dubé (Kyrou, Raddysh) (PH1) – 51:12 Comtois (Howden) – 59:09 | Howden (Comtois, Makar) – 00:48 Makar (Timmins, Comtois) – 08:29 Batherson (Katchouk, Thomas) (PH1) – 12:06 Batherson (Howden) – 26:12 Kyrou (Steel) – 27:24 Timmins (Steenbergen, Howden) – 32:19 Dubé (Kyrou, Raddysh) (PH1) – 51:12 Comtois (Howden) – 59:09 | 1:0 2:0 3:0 4:0 5:0 5:1 6:1 6:2 7:2 8:2 | 28:46 – Rohrbach (Le Coultre, Maillard) 50:26 – Simic (Maillard) (OSL) | Rozhodčí: Jacob Grumsen Mikael Sjöqvist Čároví: Rene Jensen Alexandr Sysujev |
| 6 min | 6 min | Tresty                                  | 8 min                                                                  | Rozhodčí: Jacob Grumsen Mikael Sjöqvist Čároví: Rene Jensen Alexandr Sysujev |
| 60 | 60 | Střely                                  | 15                                                                     | Rozhodčí: Jacob Grumsen Mikael Sjöqvist Čároví: Rene Jensen Alexandr Sysujev |

| 2. ledna 2018 24:00 | Švédsko | 3:2 (0:0, 2:1, 1:1) | Slovensko | Harbor Center Návštěvnost: 1 445 |  |

| Report                                                                                |                                                                                       |                     |                                                                    |                                                                                   |
| Philip Larsson                                                                        | Philip Larsson                                                                        | Brankáři            | Roman Durný                                                        | Rozhodčí: Alexandre Garon Manuel Nikolic Čároví: William Hancock II Jiří Ondráček |
| Lundström (Söderlund) – 20:09 Zetterlund – 26:55 Lundström (Söderlund, Steen) – 50:17 | Lundström (Söderlund) – 20:09 Zetterlund – 26:55 Lundström (Söderlund, Steen) – 50:17 | 1:0 2:0 2:1 3:1 3:2 | 37:41 – Bodák (Čacho, Buček) (PH1) 51:58 – Bodák (Kelemen, Smolka) | Rozhodčí: Alexandre Garon Manuel Nikolic Čároví: William Hancock II Jiří Ondráček |
| 10 min                                                                                | 10 min                                                                                | Tresty              | 4 min                                                              | Rozhodčí: Alexandre Garon Manuel Nikolic Čároví: William Hancock II Jiří Ondráček |
| 39                                                                                    | 39                                                                                    | Střely              | 22                                                                 | Rozhodčí: Alexandre Garon Manuel Nikolic Čároví: William Hancock II Jiří Ondráček |

| 3. ledna 2018 2:00 | USA | 4:2 (2:1, 0:0, 2:1) | Rusko | KeyBank Center Návštěvnost: 6 242 |  |

| Report | |                         |                                                                        |                                                                         |
| Joseph Woll | Joseph Woll | Brankáři                | Vladislav Suchačov                                                     | Rozhodčí: Mikko Kaukokari Robin Šír Čároví: Dustin McCrank Peter Šefčík |
| Bellows (Tkachuk, Fox) (PH1) – 02:18 Yamamoto (Mittelstadt, Samberg) – 14:34 Bellows (Samberg) – 52:31 J. Anderson (Poehling, Lindgren) (PB) – 59:18 | Bellows (Tkachuk, Fox) (PH1) – 02:18 Yamamoto (Mittelstadt, Samberg) – 14:34 Bellows (Samberg) – 52:31 J. Anderson (Poehling, Lindgren) (PB) – 59:18 | 1:0 1:1 2:1 2:2 3:2 4:2 | 10:32 – Šolochov (Kostin, Jelizarov) 43:39 – Altybarmakjan (Samorukov) | Rozhodčí: Mikko Kaukokari Robin Šír Čároví: Dustin McCrank Peter Šefčík |
| 8 min | 8 min | Tresty                  | 33 min                                                                 | Rozhodčí: Mikko Kaukokari Robin Šír Čároví: Dustin McCrank Peter Šefčík |
| 43 | 43 | Střely                  | 29                                                                     | Rozhodčí: Mikko Kaukokari Robin Šír Čároví: Dustin McCrank Peter Šefčík |

### Semifinále
| 4. ledna 2018 22:00 | Švédsko | 4:2 (0:0, 1:0, 3:2) | USA | KeyBank Center Návštěvnost: 7 524 |  |

| Report | |                         |                                                                      |                                                                        |
| Filip Gustavsson | Filip Gustavsson | Brankáři                | Joseph Woll                                                          | Rozhodčí: Manuel Nikolic Marc Wiegand Čároví: Rene Jensen Peter Šefčík |
| Pettersson (Nylander, L. Lindström) (PH1) – 33:30 Andersson (Karlström) – 46:17 Steen (OSL) – 47:47 Fjällby (Davidsson) (OSL) – 48:25 | Pettersson (Nylander, L. Lindström) (PH1) – 33:30 Andersson (Karlström) – 46:17 Steen (OSL) – 47:47 Fjällby (Davidsson) (OSL) – 48:25 | 1:0 2:0 3:0 4:0 4:1 4:2 | 52:24 – Bellows (Yamamoto) (PH2) 56:59 – Tkachuk (J. Anderson) (6/5) | Rozhodčí: Manuel Nikolic Marc Wiegand Čároví: Rene Jensen Peter Šefčík |
| 16 min | 16 min | Tresty                  | 8 min                                                                | Rozhodčí: Manuel Nikolic Marc Wiegand Čároví: Rene Jensen Peter Šefčík |
| 20 | 20 | Střely                  | 31                                                                   | Rozhodčí: Manuel Nikolic Marc Wiegand Čároví: Rene Jensen Peter Šefčík |

| 5. ledna 2018 2:00 | Kanada | 7:2 (2:1, 4:0, 1:1) | Česko | KeyBank Center Návštěvnost: 6 941 |  |

| Report | |                                     |                                                             |                                                                             |
| Carter Hart | Carter Hart | Brankáři                            | Josef Kořenář (do 37. min.) Jakub Škarek                    | Rozhodčí: Gordon Schukies Jeremy Tufts Čároví: Markus Hägerström Jon Kilian |
| Steel (Clague, Kyrou) (PH1) – 15:05 Batherson (Makar, R. Thomas) (PH1) – 18:08 Batherson (Makar, Bean) (PH1) – 27:48 Comtois (B. Howden, Formenton) – 29:43 Kyrou (Steel, Dubé) – 32:15 Batherson (McLeod) – 36:58 Katchouk (R. Thomas) – 45:15 | Steel (Clague, Kyrou) (PH1) – 15:05 Batherson (Makar, R. Thomas) (PH1) – 18:08 Batherson (Makar, Bean) (PH1) – 27:48 Comtois (B. Howden, Formenton) – 29:43 Kyrou (Steel, Dubé) – 32:15 Batherson (McLeod) – 36:58 Katchouk (R. Thomas) – 45:15 | 0:1 1:1 2:1 3:1 4:1 5:1 6:1 7:1 7:2 | 5:55 – F. Zadina (Nečas, Michnáč) 50:11 – F. Zadina (Budík) | Rozhodčí: Gordon Schukies Jeremy Tufts Čároví: Markus Hägerström Jon Kilian |
| 10 min | 10 min | Tresty                              | 8 min                                                       | Rozhodčí: Gordon Schukies Jeremy Tufts Čároví: Markus Hägerström Jon Kilian |
| 39 | 39 | Střely                              | 20                                                          | Rozhodčí: Gordon Schukies Jeremy Tufts Čároví: Markus Hägerström Jon Kilian |

### Zápas o 3. místo
| 5. ledna 2018 22:00 | Česko | 3:9 (0:1, 0:6, 3:2) | USA | KeyBank Center Návštěvnost: 7 122 |  |

| Report | |                                                 | |                                                                             |
| Josef Kořenář do 25. minuty Jakub Škarek do 40. minuty Josef Kořenář                                         | Josef Kořenář do 25. minuty Jakub Škarek do 40. minuty Josef Kořenář                                         | Brankáři                                        | Jake Oettinger do 57. minuty Jeremy Swayman | Rozhodčí: Gordon Schukies Mikael Sjöqvist Čároví: Jon Kilian Dustin McCrank |
| M. Kaut (Hájek, Nečas) (PH1) – 40:43 R. Pavlík (Kodýtek, Vála) – 42:11 Kurovský (Kodýtek, R. Pavlík) – 47:45 | M. Kaut (Hájek, Nečas) (PH1) – 40:43 R. Pavlík (Kodýtek, Vála) – 42:11 Kurovský (Kodýtek, R. Pavlík) – 47:45 | 0:1 0:2 0:3 0:4 0:5 0:6 0:7 1:7 2:7 2:8 3:8 3:9 | 19:56 – Frederic (OSL1) 20:09 – Poehling (J. Anderson, Perunovich) (OSL1) 24:18 – J. Anderson (B. Tkachuk, Mittelstadt) 25:52 – Frederic (Hughes, Tufte) 27:23 – Bellows (TS) 32:55 – Frederic 39:01 – Bellows (Norris) 45:41 – Frederic (Bellows, Harper) (PH1) 57:10 – Harper (Samberg) | Rozhodčí: Gordon Schukies Mikael Sjöqvist Čároví: Jon Kilian Dustin McCrank |
| 4 min | 4 min | Tresty                                          | 8 min | Rozhodčí: Gordon Schukies Mikael Sjöqvist Čároví: Jon Kilian Dustin McCrank |
| 35 | 35 | Střely                                          | 39 | Rozhodčí: Gordon Schukies Mikael Sjöqvist Čároví: Jon Kilian Dustin McCrank |

### Finále
| 6. ledna 2018 2:00 | Švédsko | 1:3 (0:0, 1:1, 0:2) | Kanada | KeyBank Center Návštěvnost: 17 544 |  |

| Report                                              |                                                     |                 |                                                                                         |                                                                        |
| Filip Gustavsson                                    | Filip Gustavsson                                    | Brankáři        | Carter Hart                                                                             | Rozhodčí: Mikko Kaukokari Robin Šír Čároví: Jiří Ondráček Peter Šefčík |
| Söderlund (L. Lindström, Brännström) (OSL1) – 33:07 | Söderlund (L. Lindström, Brännström) (OSL1) – 33:07 | 0:1 1:1 1:2 1:3 | 21:49 – Dubé (Kyrou, Steel) 58:20 – Steenbergen (Timmins) 58:46 – Formenton (Mete) (PB) | Rozhodčí: Mikko Kaukokari Robin Šír Čároví: Jiří Ondráček Peter Šefčík |
| 22 min                                              | 22 min                                              | Tresty          | 2 min                                                                                   | Rozhodčí: Mikko Kaukokari Robin Šír Čároví: Jiří Ondráček Peter Šefčík |
| 36                                                  | 36                                                  | Střely          | 28                                                                                      | Rozhodčí: Mikko Kaukokari Robin Šír Čároví: Jiří Ondráček Peter Šefčík |

## Medailisté
Kanada
Brankáři: Colton Point, Carter Hart

Obránci: Jake Bean, Conor Timmins, Callan Foote, Cale Maker, Dante Fabbro, Kale Clague, Victor Mete

Útočníci: Dillon Dube, Jonah Gadjovich, Boris Katchouk, Maxime Comtois, Taylor Raddysh, Tyler Steenbergen, Drake Batherson, Michael McLeod, Brett Howden, Sam Steel, Alex Formenton, Jordán Kyrou, Robert Thomas

Trenér: Dominique Ducharme, Tim Hunter a Trevor Letowski
  Švédsko
Brankáři: Filip Larsson, Filip Gustavsson, Ek Olle Eriksson

Obránci: Gustav Lindström, Linus Högberg, Timothy Liljegren, Rasmus Dahlin, Jesper Sallgren, Erik Brännström, Jacob Moverare

Útočníci: Tim Söderlund, Marcus Davidsson, Glenn Gustafsson, Elias Pettersson, Linus Lindström, Fredrik Karlström, Alexander Nylander, Isac Lundeström, Jesper Boqvist, Axel Jonsson Fjällby, Lias Andersson, Fabian Zetterlund, Oskar Steen

Trenér: Tomas Montén
  USA
Brankáři: Jeremy Swayman, Jake Oettinger, Joseph Woll

Obránci: Ryan Lindgren, Quinn Hughes, Adam Fox, Dylan Samberg, Scott Perunovich, Andrew Peeke, Mikey Anderson

Útočníci: Ryan Poehling, Brady Tkachuk, Josh Norris, William Lockwood, Casey Mittelstadt, Joey Anderson, Kailer Yamamoto, Patrick Harper, Logan Brown, Kieffer Bellows,Riley Tufte, Trent Frederic, Max Jones

Trenér: Bob Motzko, Greg Brown, Kris Mayotte

## Turnajová ocenění

### Nejužitečnější hráč
Casey Mittelstadt

### All-star tým
- Brankář:  Filip Gustavsson
- Obránci:  Rasmus Dahlin,  Cale Makar
- Útočníci:  Casey Mittelstadt,  Filip Zadina,  Kieffer Bellows

### Nejlepší hráči podle direktoriátu IIHF
- Brankář:  Filip Gustavsson
- Obránce:  Rasmus Dahlin
- Útočník:  Casey Mittelstadt

## Statistiky

### Kanadské bodování
Toto je pořadí hráčů podle dosažených bodů, za jeden vstřelený gól nebo přihrávku na gól získal hráč jeden bod.
| Poř. | Hráč              | Země      | Záp. | G | A | B  | +/− | TM |
| ---- | ----------------- | --------- | ---- | - | - | -- | --- | -- |
| 1    | Casey Mittelstadt | USA       | 7    | 4 | 7 | 11 | +8  | 2  |
| 2    | Martin Nečas      | Česko     | 7    | 3 | 8 | 11 | −5  | 0  |
| 3    | Kieffer Bellows   | USA       | 7    | 9 | 1 | 10 | +2  | 4  |
| 4    | Jordan Kyrou      | Kanada    | 7    | 3 | 7 | 10 | +2  | 0  |
| 5    | Sam Steel         | Kanada    | 7    | 4 | 5 | 9  | +3  | 0  |
| 6    | Brady Tkachuk     | USA       | 7    | 3 | 6 | 9  | +6  | 2  |
| 7    | Filip Zadina      | Česko     | 7    | 7 | 1 | 8  | -4  | 2  |
| 8    | Klim Kostin       | Rusko     | 5    | 5 | 3 | 8  | +7  | 2  |
| 9    | Cale Makar        | Kanada    | 7    | 3 | 5 | 8  | +5  | 0  |
| 10   | Maxim Suško       | Bělorusko | 6    | 2 | 6 | 8  | −1  | 4  |

Záp. = Odehrané zápasy; G = Góly; A = Přihrávky na gól; B = Kanadské body; +/− = Plus/Minus; TM = Počet trestných minut

### Hodnocení brankářů
Pořadí nejlepších pěti brankářů na mistrovství podle úspěšnosti zásahů v procentech, brankář musel mít odehráno minimálně 40% hrací doby za svůj tým.
- S minimálně 40 % odchytanými minutami svého týmu.

| Poř | Hráč               | Země      | Čas    | OG | POG  | Úsp%  | ČK |
| --- | ------------------ | --------- | ------ | -- | ---- | ----- | -- |
| 1   | Carter Hart        | Kanada    | 365:00 | 11 | 1.81 | 92.95 | 1  |
| 2   | Roman Durný        | Slovensko | 240:00 | 11 | 2.75 | 92.86 | 0  |
| 3   | Filip Gustavsson   | Švédsko   | 364:36 | 11 | 1.81 | 92.41 | 0  |
| 4   | Vladislav Suchačov | Rusko     | 262:30 | 12 | 2.74 | 90.40 | 0  |
| 5   | Philip Wüthrich    | Švýcarsko | 207:22 | 17 | 4.92 | 88.74 | 0  |

Záp. = Odchytané zápasy; Čas = Čas na ledě (minuty); OG = Obdržené góly; POG = Průměr obdržených gólů na zápas; Úsp% = Procento úspěšných zásahů; ČK = Čistá konta

## Soupisky

### Soupiska českého týmu
- Hlavní trenér: Filip Pešán
- Asistent trenéra: Rostislav Vlach, Miroslav Přerost

| Číslo | Post | Hráč                 | Klub                         |
| ----- | ---- | -------------------- | ---------------------------- |
| 2     | B    | Milan Klouček        | HC Dynamo Pardubice          |
| 30    | B    | Josef Kořenář        | HC Benátky nad Jizerou       |
| 1     | B    | Jakub Škarek         | HC Dukla Jihlava             |
| 19    | O    | Vojtěch Budík        | Prince Albert Raiders (WHL)  |
| 23    | O    | Jakub Galvas         | HC Olomouc                   |
| 3     | O    | Libor Hájek          | Saskatoon Blades (WHL)       |
| 12    | O    | František Hrdinka    | BK Mladá Boleslav            |
| 11    | O    | Filip Král           | Spokane Chiefs (WHL)         |
| 7     | O    | Radim Šalda          | Saint John Sea Dogs (QMJHL)  |
| 14    | O    | Ondřej Vála – A      | Kamloops Blazers (WHL)       |
| 28    | Ú    | Petr Kodýtek         | HC Škoda Plzeň               |
| 15    | Ú    | Daniel Kurovský      | HC Vítkovice Ridera          |
| 20    | Ú    | Jakub Lauko          | Piráti Chomutov              |
| 17    | Ú    | Kryštof Hrabík       | Bílí Tygři Liberec           |
| 21    | Ú    | Filip Chytil         | Hartford Wolf Pack (AHL)     |
| 16    | Ú    | Martin Kaut          | HC Dynamo Pardubice          |
| 29    | Ú    | Albert Michnáč       | Mississauga Steelheads (OHL) |
| 8     | Ú    | Martin Nečas         | HC Kometa Brno               |
| 25    | Ú    | Radovan Pavlík       | Mountfield HK                |
| 27    | Ú    | Ostap Safin          | Saint John Sea Dogs (QMJHL)  |
| 18    | Ú    | Filip Zadina         | Halifax Mooseheads (QMJHL)   |
| 22    | Ú    | Kristian Reichel – A | Red Deer Rebels (WHL)        |
| 6     | Ú    | Marek Zachar –       | Sherbrooke Phoenix (QMJHL)   |

## I. divize
Skupina A I. divize proběhla od 10. do 16. prosince 2017 v Courchevelu a Meribelu ve Francii.
| Tým           | Z | V | VP | PP | P | VG | IG | B  |
| ------------- | - | - | -- | -- | - | -- | -- | -- |
| 1. Kazachstán | 5 | 3 | 2  | 0  | 0 | 20 | 10 | 13 |
| 2. Lotyšsko   | 5 | 3 | 1  | 1  | 0 | 13 | 5  | 12 |
| 3. Německo    | 5 | 3 | 0  | 1  | 1 | 17 | 7  | 10 |
| 4. Francie    | 5 | 1 | 1  | 1  | 2 | 11 | 15 | 6  |
| 5. Rakousko   | 5 | 1 | 0  | 0  | 4 | 10 | 20 | 3  |
| 6. Maďarsko   | 5 | 0 | 0  | 1  | 4 | 11 | 25 | 1  |

| postup do elitní skupiny | sestup do skupiny B I. divize |

### Skupina B
Skupina B I. divize proběhla od 9. do 15. prosince 2017 v Bledu ve Slovinsku.
| Tým          | Z | V | VP | PP | P | VG | IG | B  |
| ------------ | - | - | -- | -- | - | -- | -- | -- |
| 1. Norsko    | 5 | 3 | 2  | 0  | 0 | 18 | 5  | 13 |
| 2. Polsko    | 5 | 3 | 1  | 1  | 0 | 23 | 14 | 12 |
| 3. Slovinsko | 5 | 3 | 0  | 1  | 1 | 18 | 15 | 7  |
| 4. Ukrajina  | 5 | 1 | 1  | 1  | 2 | 9  | 11 | 6  |
| 5. Itálie    | 5 | 0 | 1  | 0  | 4 | 9  | 23 | 2  |
| 6. Litva     | 5 | 0 | 0  | 2  | 3 | 7  | 16 | 2  |

| postup do skupiny A I. divize | sestup do skupiny A II. divize |

## II. divize

### Skupina A
Skupina A II. divize proběhla od 10. do 16. prosince 2017 v Dumfries ve Velké Británii.
| Tým               | Z | V | VP | PP | P | VG | IG | B  |
| ----------------- | - | - | -- | -- | - | -- | -- | -- |
| 1. Japonsko       | 5 | 4 | 1  | 0  | 0 | 23 | 7  | 14 |
| 2. Jižní Korea    | 5 | 2 | 2  | 0  | 1 | 21 | 19 | 10 |
| 3. Velká Británie | 5 | 3 | 0  | 1  | 1 | 23 | 15 | 10 |
| 4. Estonsko       | 5 | 1 | 0  | 1  | 3 | 20 | 25 | 4  |
| 5. Rumunsko       | 5 | 1 | 0  | 1  | 3 | 17 | 20 | 4  |
| 6. Nizozemsko     | 5 | 1 | 0  | 0  | 4 | 13 | 31 | 3  |

| postup do skupiny B I. divize | sestup do skupiny B II. divize |

### Skupina B
Skupina B II. divize proběhla od 10. do 16. ledna 2018 v Bělehradě v Srbsku.
| Tým           | Z | V | VP | PP | P | VG | IG | B  |
| ------------- | - | - | -- | -- | - | -- | -- | -- |
| 1. Španělsko  | 5 | 4 | 1  | 0  | 0 | 26 | 8  | 14 |
| 2. Srbsko     | 5 | 4 | 0  | 1  | 0 | 22 | 12 | 13 |
| 3. Chorvatsko | 5 | 3 | 0  | 0  | 2 | 16 | 11 | 9  |
| 4. Belgie     | 5 | 1 | 0  | 0  | 4 | 22 | 28 | 3  |
| 5. Mexiko     | 5 | 1 | 0  | 0  | 4 | 12 | 22 | 3  |
| 6. Turecko    | 5 | 1 | 0  | 0  | 4 | 13 | 30 | 3  |

| postup do skupiny A II. divize | sestup do III. divize |

## III. divize

### Turnaj
III. divize proběhla od 22. do 28. ledna 2018 v Sofii v Bulharsku za účasti těchto celků.
| Tým            | Z | V | VP | PP | P | VG | IG | B  |
| -------------- | - | - | -- | -- | - | -- | -- | -- |
| 1. Izrael      | 5 | 5 | 0  | 0  | 0 | 25 | 11 | 15 |
| 2. Čína        | 5 | 3 | 0  | 0  | 2 | 30 | 12 | 9  |
| 3. Bulharsko   | 5 | 3 | 0  | 0  | 2 | 22 | 24 | 9  |
| 4. Island      | 5 | 2 | 0  | 1  | 2 | 20 | 15 | 7  |
| 5. Austrálie   | 5 | 1 | 1  | 0  | 3 | 18 | 24 | 5  |
| 6. Nový Zéland | 5 | 0 | 0  | 0  | 5 | 11 | 40 | 0  |

| postup do skupiny B II. divize |

### Kvalifikace o další ročník
Kvalifikace o příští ročník III. divize proběhla 5. a 6. února 2018 v Kapském Městě v Jižní Africe za účasti  JAR a  Tchaj-wanu. Vzhledem k odstoupení  Turkmenistánu se hrála místo turnaje série na dvě vítězná utkání. Domácí vyhráli 1:0 a 5:4 a zajistili si místo ve III. divizi pro následující ročník.